# John H. Worst
John H. Worst (* 23. Dezember 1850 in Ohio; † 25. September 1945 in San Marino, Kalifornien) war ein US-amerikanischer Politiker. Zwischen 1895 und 1897 war er Vizegouverneur des Bundesstaates North Dakota.

## Werdegang
John Worst besuchte die öffentlichen Schulen seiner Heimat. Nach einem anschließenden Jurastudium am Ashland College wurde er als Rechtsanwalt zugelassen. Seit 1883 lebte er im Emmons County im damaligen Dakota-Territorium. Dort war er sechs Jahre lang als Schulrat tätig. Politisch schloss er sich der Republikanischen Partei an. Zwischen 1889 und 1894 saß er im Senat von North Dakota.
1894 wurde Worst an der Seite von Roger Allin zum Vizegouverneur von North Dakota gewählt. Dieses Amt bekleidete er zwischen 1895 und 1897. Dabei war er Stellvertreter des Gouverneurs und Vorsitzender des Staatssenats. Zwischen 1895 und 1916 war Worst Präsident des North Dakota Agricultural College (NDAC), der heutigen North Dakota State University. Mit finanzieller Hilfe von Andrew Carnegie erlebte diese Anstalt während Worsts Führung einen rasanten Aufschwung.  Nach dem Ende seiner Präsidentschaft am NDAC gab Worst ein Jahr lang die Zeitung New Rockford Daily State Center heraus. Zwischen 1919 und 1923 war er Staatsbeauftragter für Einwanderungsfragen. Danach zog er sich in den Ruhestand zurück. Er starb am 25. September 1945 in San Marino.